# Schloss Groß Lüsewitz

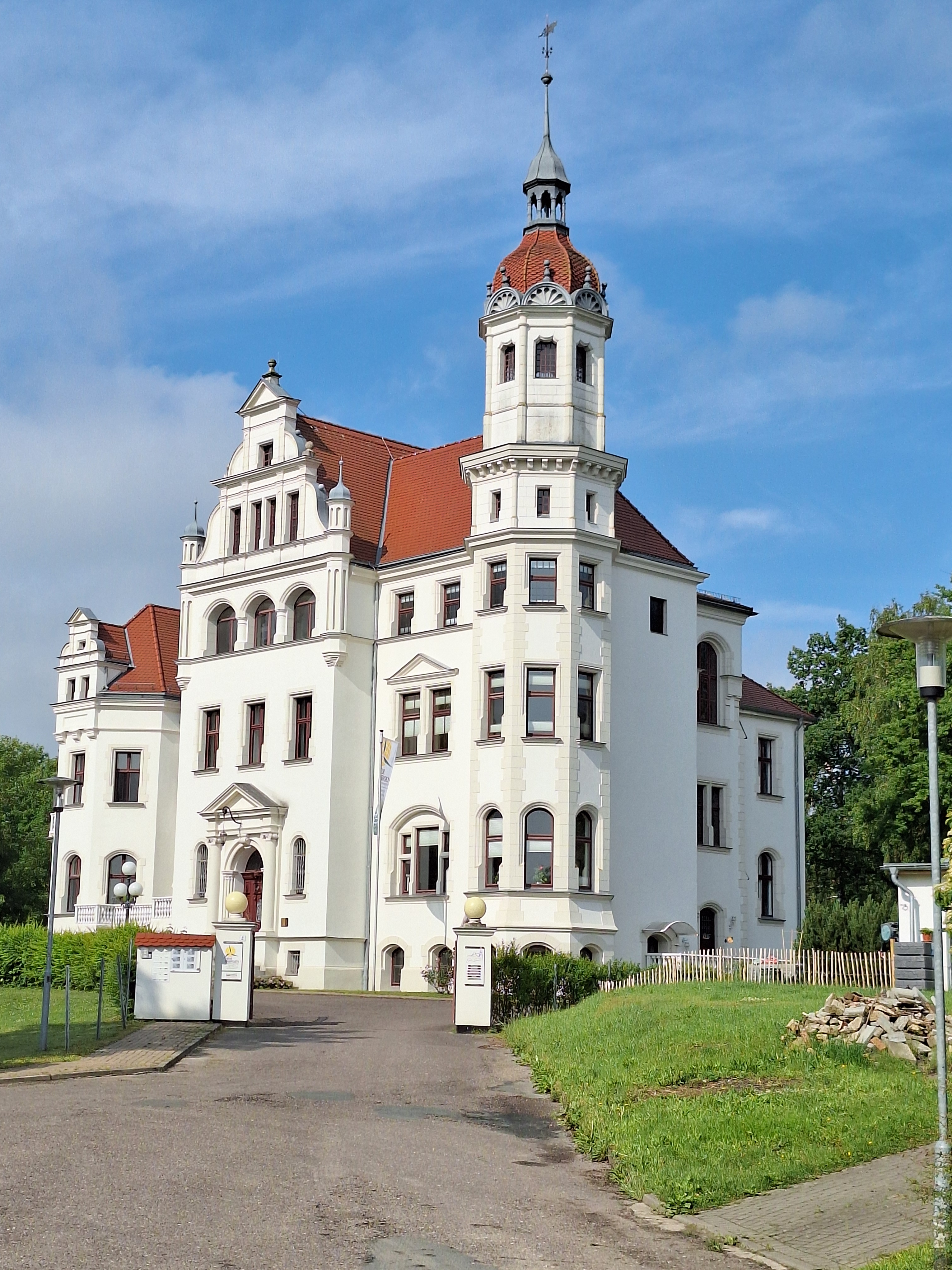
Schloss Groß Lüsewitz

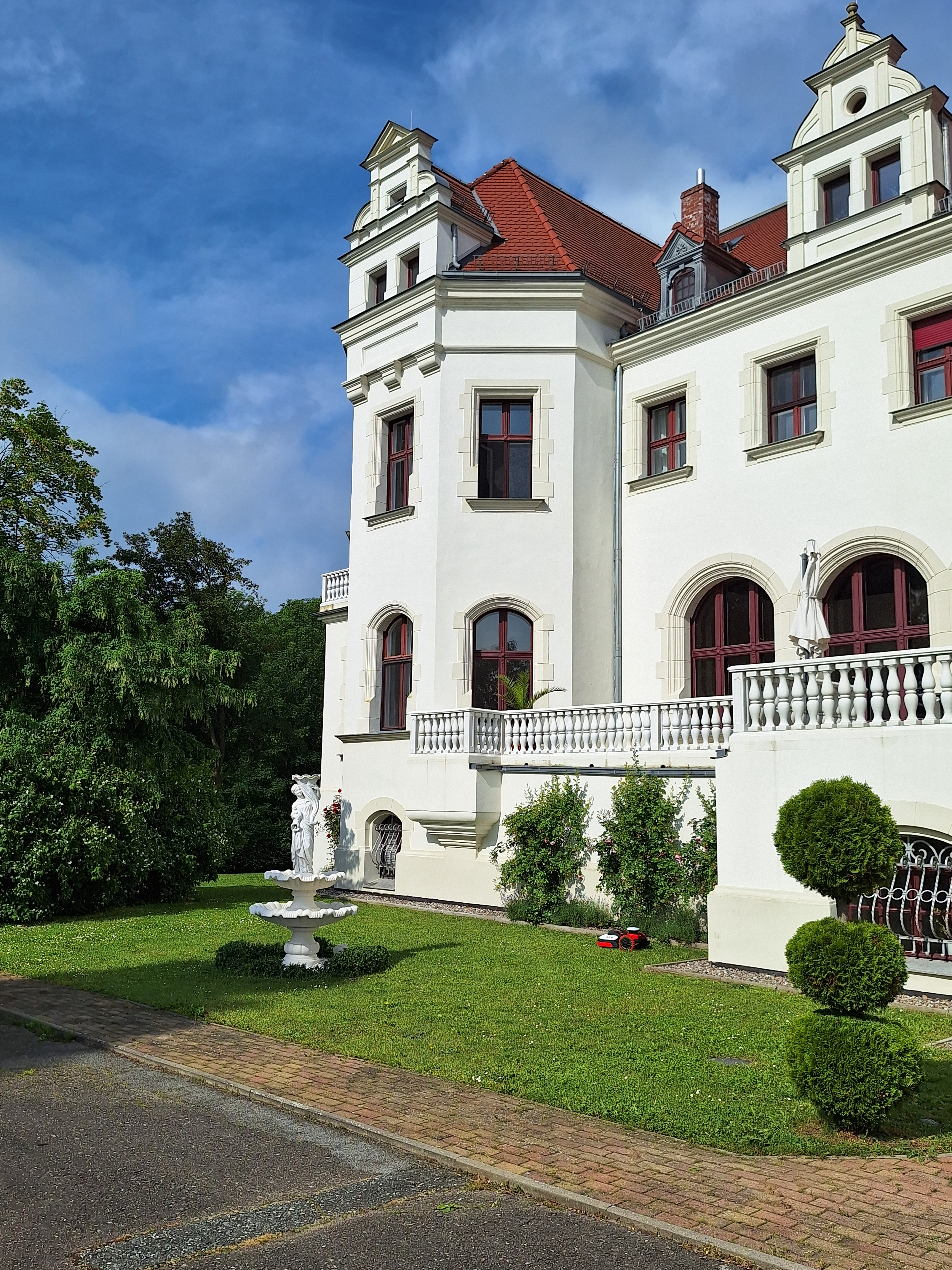
Vorderseite

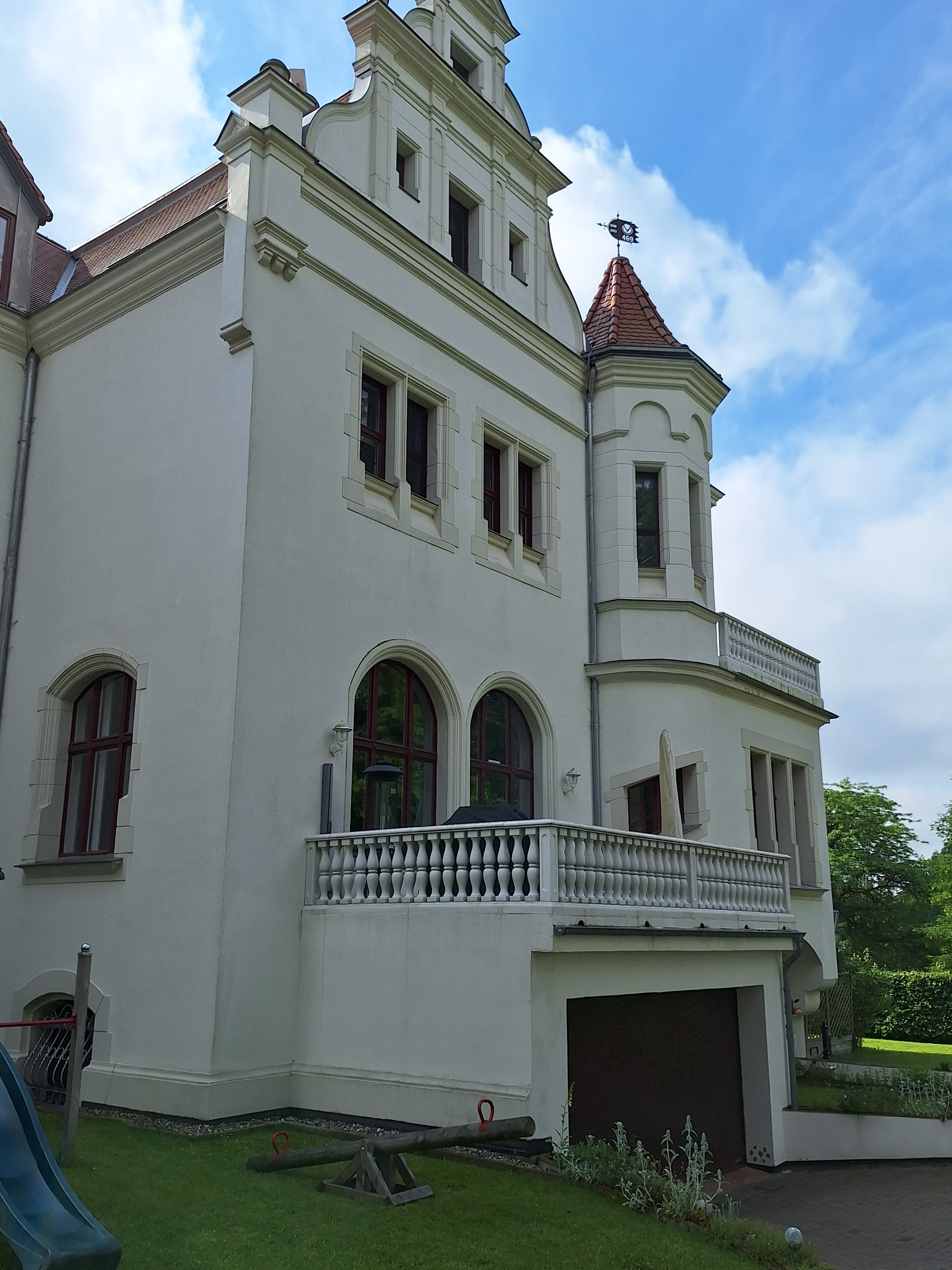
Detail Rückseite

Das Schloss Groß Lüsewitz ist ein ehemaliges Herrenhaus im Ortsteil Groß Lüsewitz von Sanitz im Landkreis Rostock in Mecklenburg-Vorpommern, das nach Umbau und Sanierung für Ferienwohnungen und private Veranstaltungen genutzt wird.

## Geschichte
Das Haus wurde nach Brand des barocken Vorgängerbauwerks im Jahr 1895 nach einem Entwurf von Gotthilf Ludwig Möckel in den Jahren 1896–98 in den Formen der Neorenaissance für Friedrich Ferdinand Biermann erbaut. Der Sohn Werner Biermann verkaufte das Schloss 1926 an Hans Thyssen. Nach der Enteignung 1945 wurde es als Tuberkulose-Krankenhaus genutzt, danach seit 1948 vom Institut für Pflanzenzüchtung der DDR. Im Jahr 1982 entstand hoher Sachschaden bei einem Brand. Nach einer Teilsanierung war das Haus bis 2012 in Gemeindebesitz; seit 2012 wurde es privatisiert und 2014 außen saniert.

## Architektur
Das Bauwerk ist ein in Grund- und Aufriss differenzierter zwei- und dreigeschossiger Putzbau unter Verwendung von Werkstein für Rahmungen und Schmuckformen. Die Fassaden sind durch übergiebelte Risalite, Erker, Loggien und Zwerchhäuser wirkungsvoll gegliedert, das rundbogige Hauptportal mit Pilasterrahmung und Dreiecksgiebel versehen. Das Bauwerk wird durch einen hohen achteckigen Turm an der Südostecke akzentuiert, dessen leicht verjüngtes Obergeschoss im Bereich der Dachzone insgesamt in Werkstein ausgeführt wurde. In diesem Bereich ist der Bauteil mit schlanken Ecksäulen und Vorhangbogenfenstern sowie mit fächerartigen Lünettengiebeln im Dachansatz geschmückt und wird durch eine Haube mit Laterne abgeschlossen.
Das Bauwerk zeigt die Vielseitigkeit des erfahrenen Architekten, der neben seinen mehrheitlich neugotischen Bauwerken ebenfalls überzeugende Entwürfe im Stil der Neorenaissance schaffen konnte, die in der Raumgestaltung den damaligen zeitgemäßen Anforderungen an ein Herrenhaus gerecht wurden.

## Ausstattung
Das Bauwerk liegt in einem weitläufigen englischen Landschaftspark mit künstlichem Teich, der 1970 mit einem Reitturnierplatz erweitert wurde. Im Innern des Bauwerks sind die Raumaufteilung und Reste der Ausstattung erhalten.